# Rudolf Schroeder (Architekt)

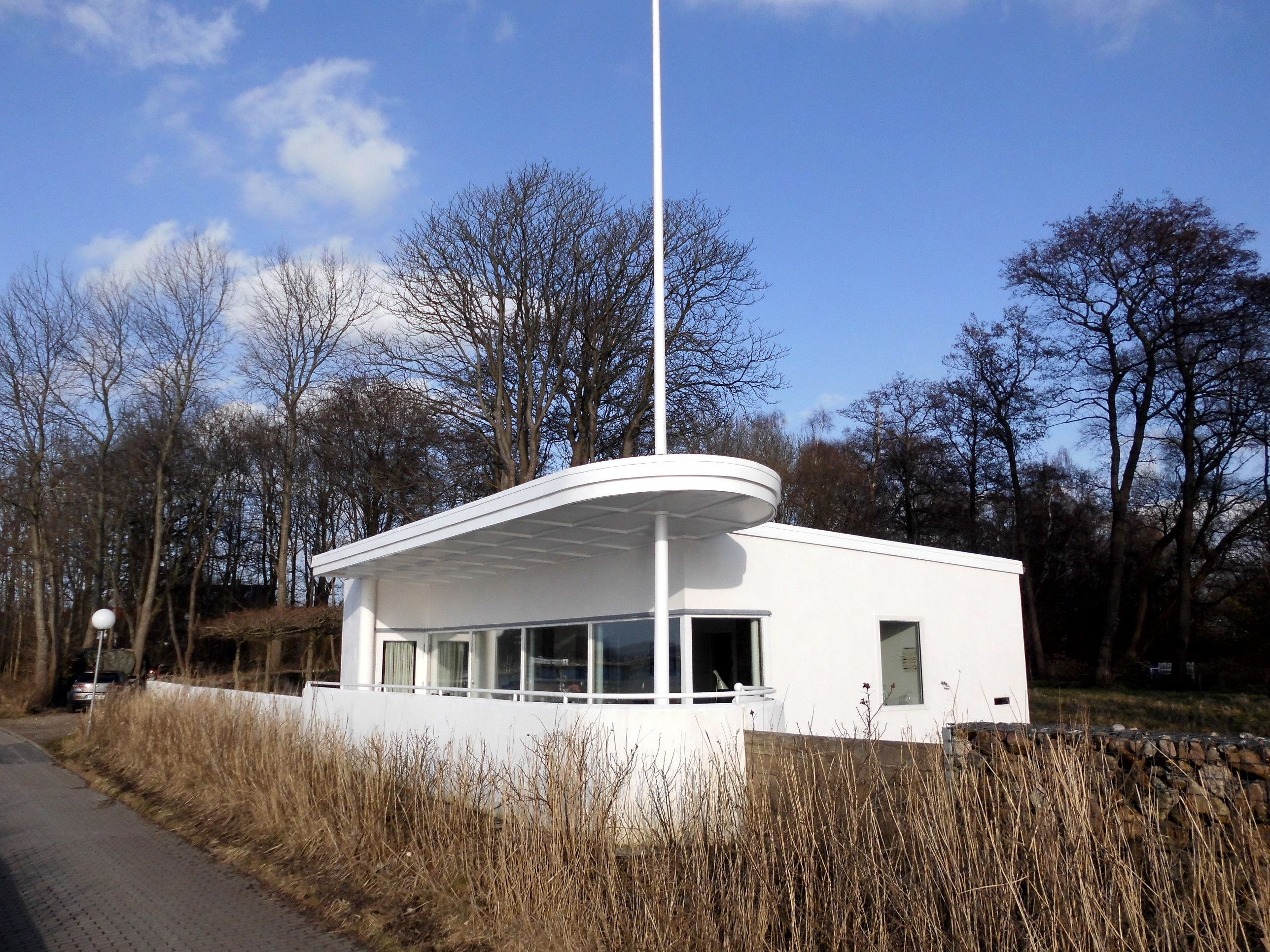
Wohnhaus Schroeder Heikendorf, 1931

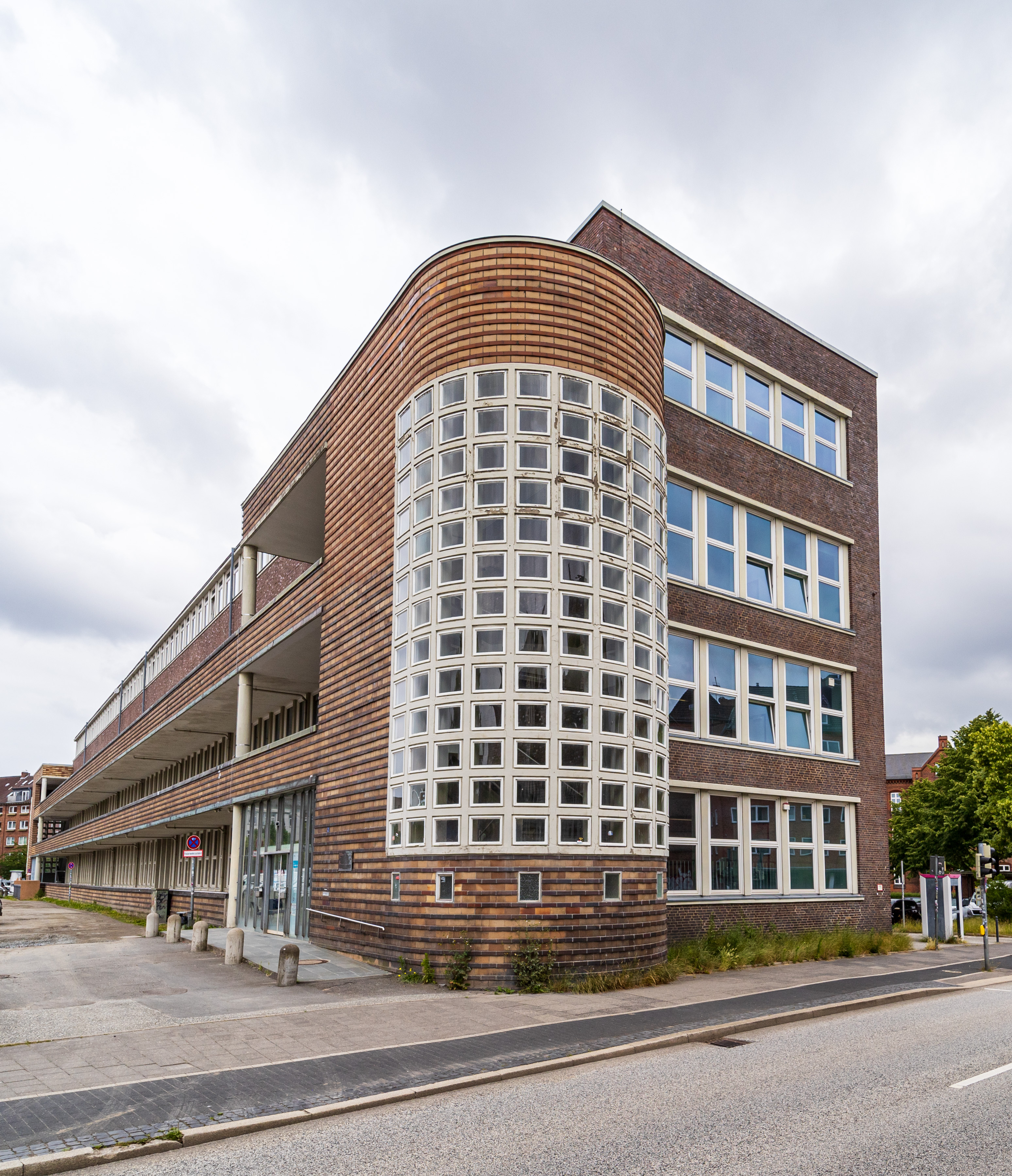
Ehemaliges Arbeitsamt auf dem Wilhelmplatz, Kiel, 1930

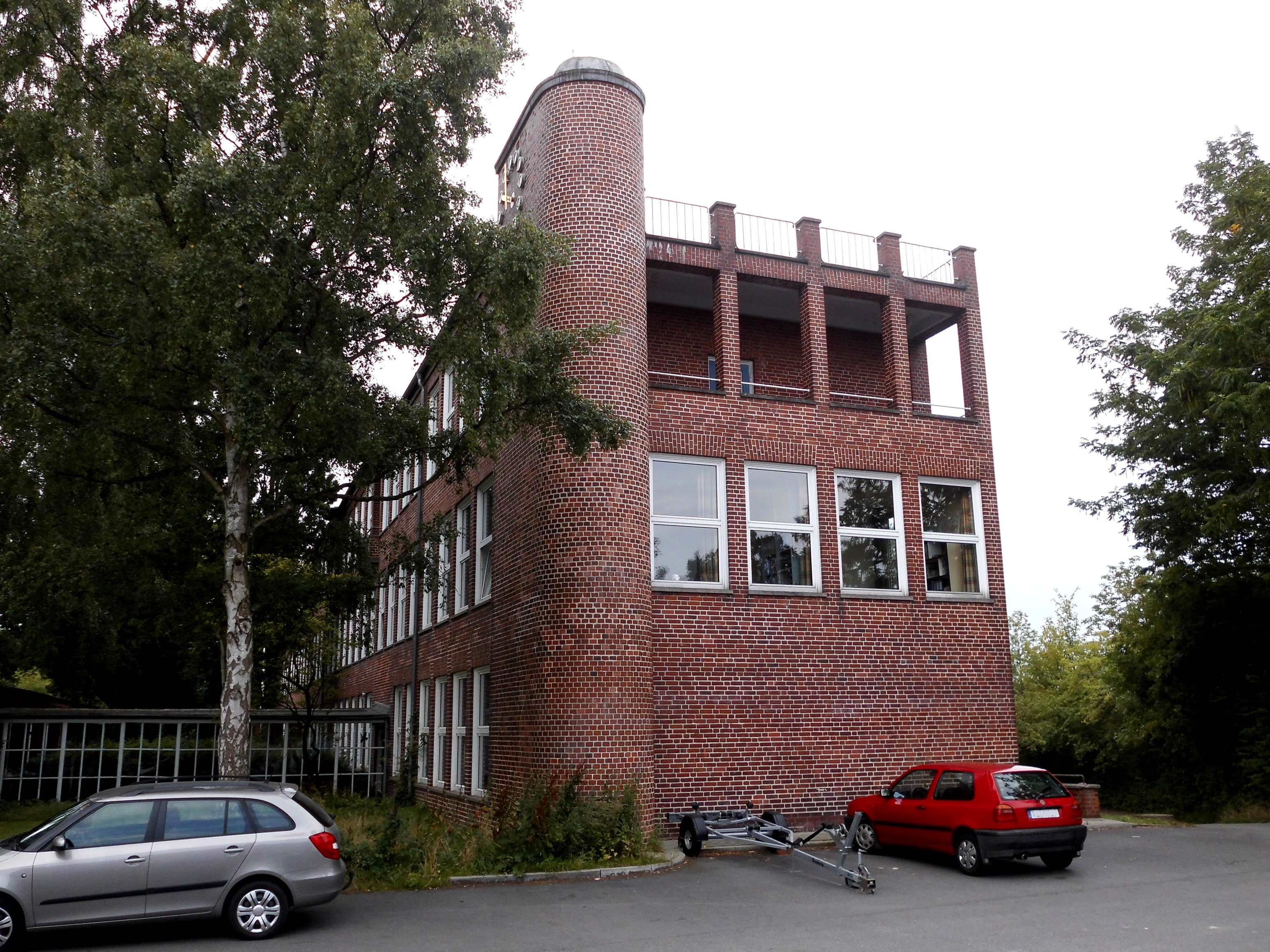
Friedrich-Junge-Schule Kiel, 1950–1953

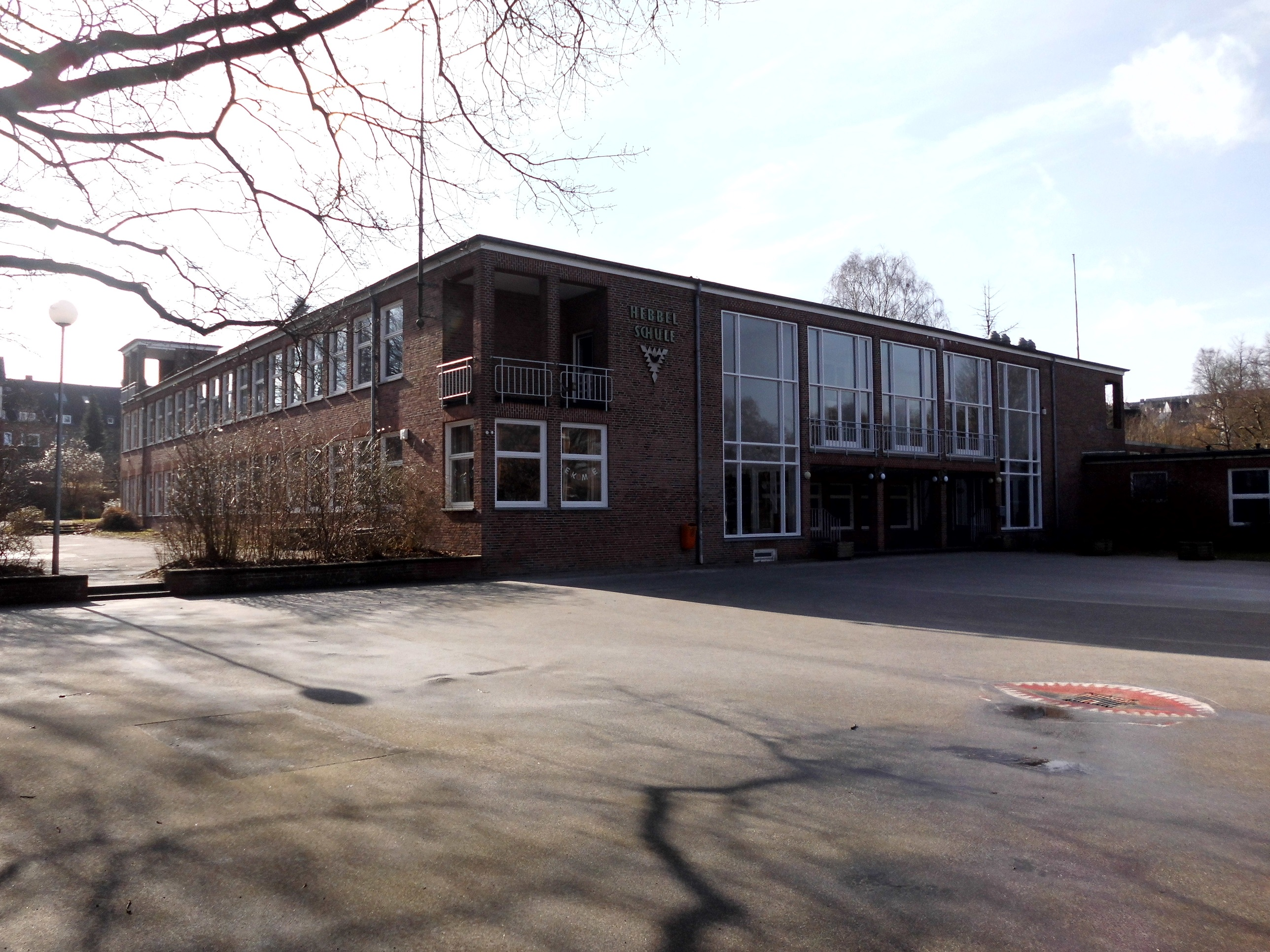
Hebbelschule Kiel, 1955–1958

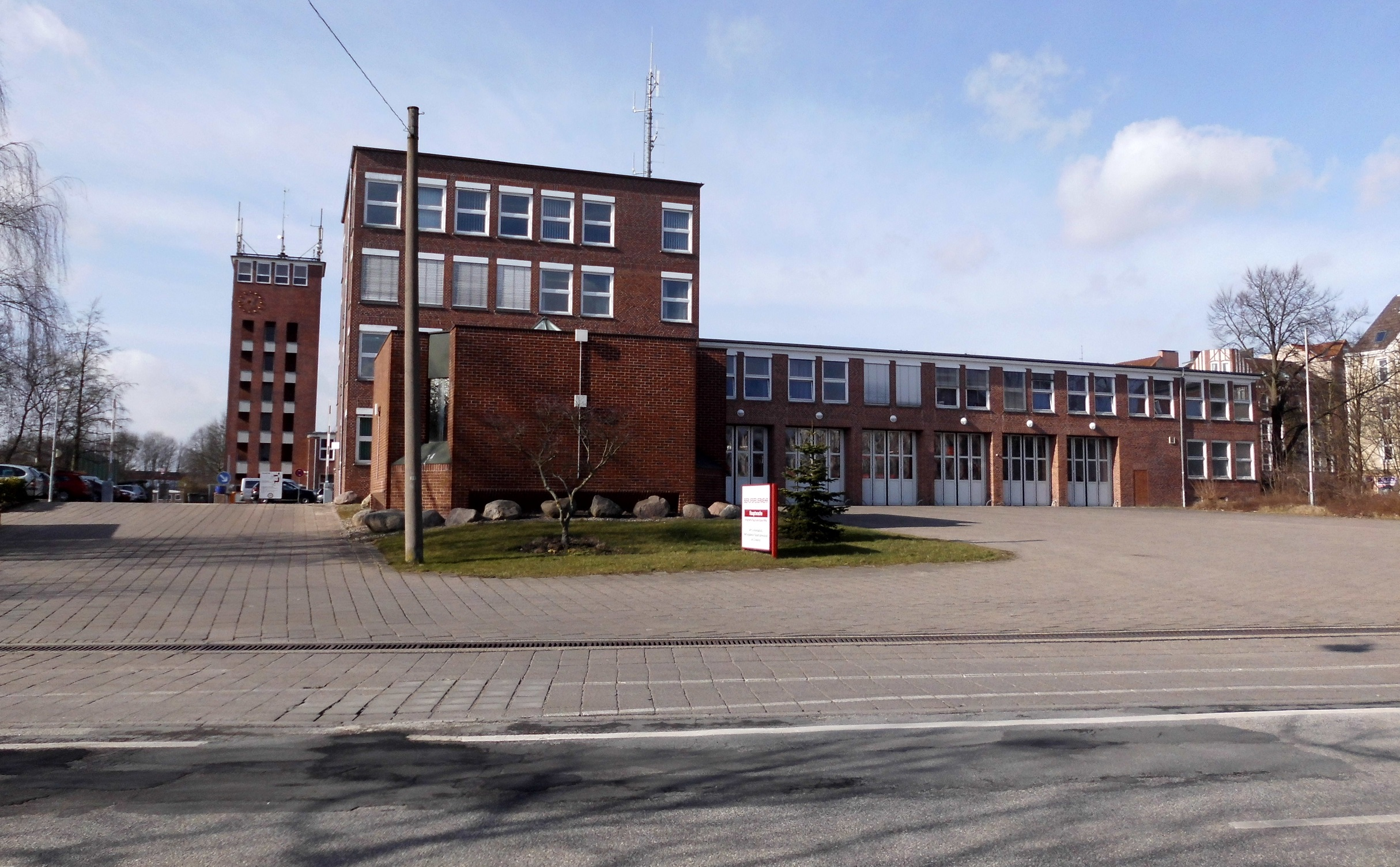
Hauptfeuerwache Kiel, 1952–1956, Westring 325

Rudolf Schroeder (* 19. Mai 1897 in Wilhelmshaven; † 27. Dezember 1965 in Kiel) war ein deutscher Architekt.

## Leben
Rudolf Schroeder studierte Architektur an den Technischen Hochschulen Hannover und Stuttgart, u. a. bei Paul Bonatz und Paul Schmitthenner. In den 1920er Jahren war er parallel zum Studium an Planungen für Bergmannssiedlungen im Ruhrgebiet beteiligt, bevor er 1925 seine Diplomprüfung und 1927 die Staatsprüfung zum Regierungsbaumeister in Württemberg ablegte. Anschließend wurde Schroeder Abteilungsleiter im Hochbau- und Siedlungsamt Kiel, 1936 Magistratsoberbaurat, vier Jahre später Städtischer Oberbaurat und Baudirektor, 1951 schließlich Magistratsbaudirektor. 1962 trat er in den Ruhestand. Er verstarb 1965 in Kiel.
Herausragenden Stellenwert in Schroeders architektonischem Œuvre haben seine zahlreichen Kieler Schulbauten der 1950er Jahre. Er war „einer der ersten, wenn nicht der erste, der als verantwortlicher Architekt nach dem Zweiten Weltkrieg das Prinzip der Pavillonschule wiederaufnahm.“  Schroeder gilt darüber hinaus als „der herausragende Kieler »Stadtarchitekt«“ des 20. Jahrhunderts, als Begründer einer modernen Bautradition für Kiel, dessen Stadtwachstum zuvor „nicht durch nennenswerte Beiträge zu einer eigenen Baukultur begleitet wurde.“

## Bauten (Auswahl)
- 1928–1930: Arbeitsamt am Wilhelmplatz, Kiel (zusammen mit Willy Hahn)
- 1931: Wohnhaus Schroeder, Heikendorf
- 1934–1935: Schwimmhalle Lessingplatz, Kiel
- 1935: Umbau des klassizistischen Marientempels von Axel Bundsen im Düsternbrooker Gehölz
- 1935–1950: Bau und Wiederaufbau der Seebadeanstalt Düsternbrook, Kiel
- 1948–1951: Goethe-Schule, Kiel
- 1949–1954: Wiederaufbau des Kieler Rathauses
- 1950–1953: Friedrich-Junge-Schule, Kiel
- 1952–1954: Max-Planck-Schule, Kiel
- 1952–1956: Theodor-Storm-Schule, Kiel
- 1952–1956: Hauptfeuerwache am Westring, Kiel
- 1955–1958: Hebbelschule, Kiel
- 1957–1962: Ricarda-Huch-Schule, Kiel[4]